# Vrigne-aux-Bois
Vrigne-aux-Bois ist eine Ortschaft und eine ehemalige französische Gemeinde mit 3.130 Einwohnern (Stand 1. Januar 2022) im Département Ardennes in der Region Grand Est. Sie gehörte zum Arrondissement Sedan und zum Kanton Sedan-1.
Mit Wirkung vom 1. Januar 2017 wurden die früheren Gemeinden Vrigne-aux-Bois und Bosseval-et-Briancourt zu einer Commune nouvelle mit dem Namen Vrigne aux Bois zusammengelegt und haben in der neuen Gemeinde den Status einer Commune déléguée inne. Zur Unterscheidung von der alten Gemeinde führt die neue Gemeinde in ihrem Namen keine Bindestriche mehr. Der Verwaltungssitz befindet sich im Ort Vrigne-aux-Bois.

## Lage
Vrigne-aux-Bois liegt im Norden Frankreichs an der Grenze zu Belgien. Die nördliche Gemeindegrenze deckt sich mit der Landesgrenze. Sedan liegt etwa zehn Kilometer südöstlich, Reims etwa 100 Kilometer südwestlich.

## Bevölkerungsentwicklung
| Jahr                       | 1962 | 1968 | 1975 | 1982 | 1990 | 1999 | 2006 | 2016 |
| Einwohner                  | 3397 | 3691 | 3763 | 3897 | 3771 | 3668 | 3506 | 3305 |
| Quellen: Cassini und INSEE |      |      |      |      |      |      |      |      |

## Persönlichkeiten
- Jean Nicolas Gendarme (1769–1845), Metall-Industrieller, geboren und gestorben in Vrigne
- Marie-Louise Butzig (1944–2017), Fußballnationalspielerin, später Gemeinderätin und in Vrigne gestorben